# Sainte-Anne-d'Auray
Sainte-Anne-d'Auray é uma comuna francesa na região administrativa da Bretanha, no departamento Morbihan. Estende-se por uma área de 4,97 km². Em 2010 a comuna tinha 2 851 habitantes (densidade: 573,6 hab./km²).